# Negativ resistans

Krets för negativ impedans med

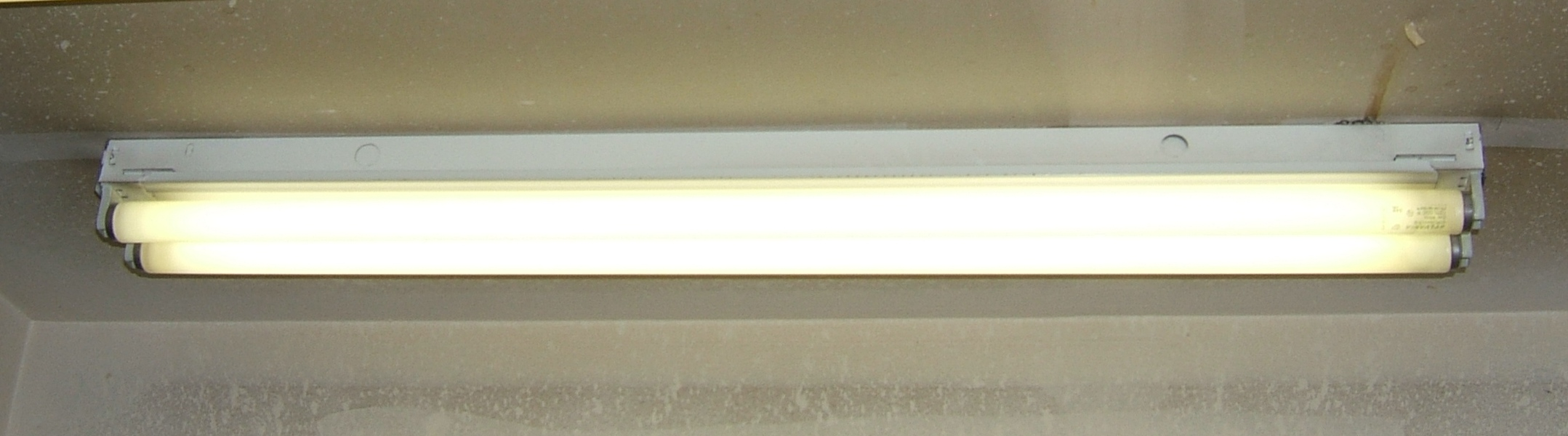
Lysrör, en enhet med negativt differentialmotstånd. Under drift orsakar en ökning av strömmen genom lysröret ett spänningsfall över det. Om röret skulle kopplas direkt till kraftledningen, skulle den fallande rörspänningen få mer och mer ström att flyta, vilket gör att den blinkar och förstör sig själv. För att förhindra detta ansluts lysrör till kraftledningen genom en ballast. Ballasten lägger till positiv impedans (AC-resistans) till kretsen för att motverka rörets negativa resistans, vilket begränsar strömmen.

Negativ resistans inträffar när en elektrisk komponent, som till exempel en tunneldiod, uppvisar en I/V-karaktäristik där strömmen sjunker med ökad inspänning. Även normala tetroder uppvisar detta beteende. 
Detta i motsats till ett vanligt motstånd där en ökning av pålagd spänning orsakar en proportionell ökning av strömmen på grund av Ohms lag, vilket resulterar i ett positivt motstånd. Under vissa förhållanden kan den öka kraften hos en elektrisk signal och förstärka den.
Negativ resistans är en ovanlig egenskap som förekommer i ett fåtal olinjära elektroniska komponenter. I en icke-linjär enhet kan två typer av motstånd definieras: "statiskt" eller "absolut motstånd", förhållandet mellan spänning och ström,{\displaystyle v/i} och differentialresistans, förhållandet mellan en förändring i spänning och den resulterande förändringen i ström {\displaystyle \Delta v/\Delta i}. Termen negativ resistans betyder negativ differentialresistans (NDR), {\displaystyle \Delta v/\Delta i<0}. I allmänhet är en negativ differentialresistans en komponent med två terminaler som kan förstärka, omvandla DC-effekt som tillförs dess terminaler till AC-utgångseffekt för att förstärka en AC-signal som appliceras på samma terminaler. De används i elektroniska oscillatorer och förstärkare, speciellt vid mikrovågsfrekvenser. Det mesta av mikrovågsenergi produceras med enheter med negativt differentiellt motstånd. De kan också ha hysteres och vara bistabila, och används så i växlings- och minneskretsar. Exempel på enheter med negativt differentialmotstånd är tunneldioder, Gunndioder och gasurladdningsrör som neonlampor och lysrör. Dessutom kan kretsar som innehåller förstärkningsanordningar som transistorer och op-förstärkare med positiv återkoppling ha negativt differentialmotstånd. Dessa används i oscillatorer och aktiva filter.  

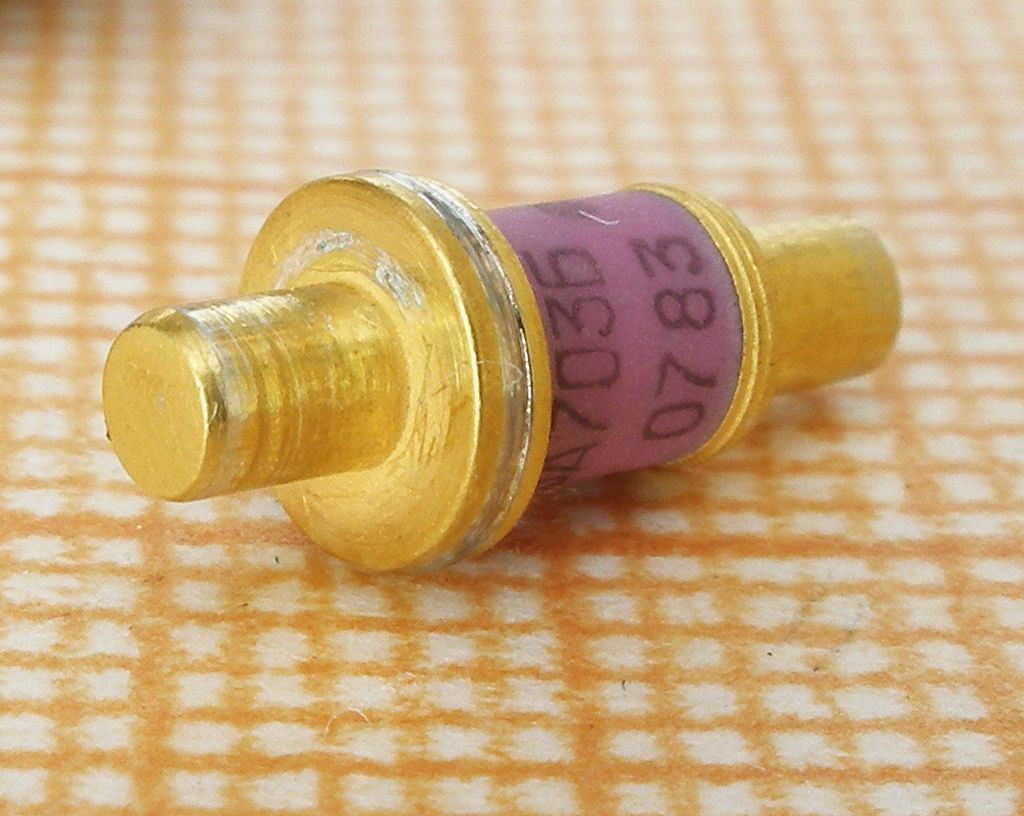
En Gunndiod', en halvledarenhet med negativt differentialmotstånd som används i elektroniska oscillatorer för att generera mikrovågor.
Medan ett positivt motstånd förbrukar ström från ström som passerar genom det, producerar ett negativt motstånd effekt.

Eftersom de är olinjära har enheter med negativt motstånd ett mer komplicerat beteende än de positiva "ohmska" motstånden som vanligtvis påträffas i elektriska kretsar. Till skillnad från de flesta positiva motstånd varierar negativt motstånd beroende på spänningen eller strömmen som appliceras på enheten, och enheter med negativt motstånd kan endast ha negativt motstånd över en begränsad del av deras spännings- eller strömområde.

## Drift
Ett sätt på vilket de olika resistanstyperna kan särskiljas är i strömriktningen och elektrisk effekt mellan en krets och en elektronisk komponent. Illustrationerna nedan, med en rektangel som representerar komponenten kopplad till en krets, sammanfattar hur de olika typerna fungerar:
| Variablerna för spänning v och ström i i en elektrisk komponent måste definieras enligt konventionen om passivt tecken. Positiv konventionell ström definieras för att gå in i den positiva spänningsterminalen, vilket betyder att effekten P som strömmar från kretsen in i komponenten definieras som positiv, medan effekten som strömmar från komponenten in i kretsen är negativ. Detta gäller både likström och växelström. Diagrammet visar riktningarna för positiva värden för variablerna. |
| I ett positivt statiskt motstånd {\displaystyle R_{\text{static}}\;=\;v/i\;>\;0} så v och i har samma tecken. Därför går, enligt den passiva teckenkonventionen ovan, konventionell ström (flöde av positiv laddning) genom enheten från den positiva till den negativa terminalen, i riktning mot det elektriska fältet E (minskande potential). {\displaystyle P=vi\;>\;0} så laddningarna förlorar potentiell energi som gör arbete på enheten, och elektrisk kraft flödar från kretsen till enheten, där den omvandlas till värme eller någon annan form av energi (gul). Om AC-spänning appliceras, byter {\displaystyle v} och {\displaystyle i} periodvis riktning, men den momentana {\displaystyle i} lyter alltid från den högre potentialen till den lägre potentialen. |
| I en strömkälla, {\displaystyle R_{\text{static}}=v/i\;<\;0},, har {\displaystyle v} och {\displaystyle i} motsatta tecken. Detta innebär att ström tvingas flyta från den negativa till den positiva terminalen. Laddningarna får potentiell energi, så ström flyter ut ur enheten in i kretsen: {\displaystyle P=vi\;<\;0}. Arbete (gul) måste utföras på laddningarna av någon strömkälla i enheten för att få dem att röra sig i denna riktning mot kraften från det elektriska fältet. |
| I ett passivt negativt differentialmotstånd, {\displaystyle r_{\text{diff}}=\Delta v/\Delta i\;<\;0}, flyter endast AC-komponenten av strömmen i motsatt riktning. Det statiska motståndet är positivt så strömmen flyter från positivt till negativt: {\displaystyle P=vi\;>\;0}. Men strömmen (laddningsflödet) minskar när spänningen ökar. Så när en tidsvarierande (AC) spänning appliceras utöver en DC-spänning (höger), den tidsvarierande strömmen {\displaystyle \Delta i} och spänning {\displaystyle \Delta v} har komponenter motsatta tecken, så{\displaystyle P_{\text{AC}}=\Delta v\Delta i\;<\;0}. Detta betyder den momentana växelströmmen {\displaystyle \Delta i} flyter genom enheten i riktning mot ökande växelspänning {\displaystyle \Delta v}, så att växelström flyter ut ur enheten och in i kretsen. Enheten förbrukar DC-ström, varav en del omvandlas till AC-signaleffekt som kan levereras till en belastning i den externa kretsen, vilket gör att enheten kan förstärka AC-signalen som tillförs den. |

## Lista över enheter med negativt motstånd
Elektroniska komponenter med negativt differentialmotstånd är följande enheter:
- tunneldioder,[25][26]
- resonans tunneldioder[27] och andra halvledardioder som använder tunnelmekanismen[28]
- Gunndiod[29] och andra dioder som använder den överförda elektronmekanismen[28]
- IMPATT - diod,[26][29] TRAPATT - diod och andra dioder som använder slagjoniseringsmekanismen[28]
- Vissa NPN-transistorer med EC omvänd förspänd, känd som negistor[30]
- unijunction transistor (UJT)[25][26]
- tyristorer[25][26]
- triod- och tetrodvakuumrör som arbetar i dynatronläget[5][31]
- Vissa magnetronrör och andra mikrovågsvakuumrör[32]
- maser[33]
- parametrisk förstärkare[34]

Elektriska urladdningar genom gaser uppvisar också negativt differentialmotstånd,som följande enheter
- elektrisk ljusbåge[37]
- tyratronrör[38]
- neonlampa[4]
- lysrör[14]
- andra gasurladdningsrör[1][26]

Dessutom kan aktiva kretsar med negativt differentialresistans också byggas med förstärkningsenheter som transistorer och op-förstärkare, med hjälp av återkoppling. Ett antal nya experimentella material och anordningar för negativt differentiellt motstånd har upptäckts under de senaste åren. De fysiska processerna som orsakar negativt motstånd är olika, och varje typ av enhet har sina egna negativa resistansegenskaper, specificerade av dess ström-spänningskurva.